# Салават (гоноратив)

Салават в каллиграфическом стиле

Каллиграфическое написание слова «Алейхи-с-салям»

Салава́т (араб. صلوات‎) или тасли́я (تصلية‎) — фраза «салла́ Алла́х ‘ала́йхи ва-са́ллама» (صَلَّى ٱللَّٰهُ عَلَيْهِ وَسَلَّمَ‎ [sˤalːa‿ɫːaːhu ʕalajhi wasalːam(a)] — «да благословит его Аллах и приветствует»), которую мусульмане произносят после упоминания имени Мухаммеда. О благословении Мухаммеда  говорится в Коране: «Воистину, Аллах и Его ангелы благословляют Пророка. О вы, которые уверовали! Благословляйте его и приветствуйте усердно».

## Использование
Истоки произнесения салавата восходят к самому Мухаммеду. В сборниках хадисов рассказывается как однажды ангел Джибриль появился перед ним и произнес: «Горе тому, кто встретит месяц Рамадан и даст ему закончиться без того, чтобы заслужить прощение… Горе тому, при котором будет упомянуто твое имя, а он не прочтёт салават для тебя… Горе тому человеку, у которого родители достигли преклонного возраста, а он так и не заслужил права войти в Рай (благодаря заботе о них)». Таким образом, сподвижники Мухаммеда после упоминания его имени первыми стали добавлять формулу салавата.
Салават используется не только в религиозных текстах, но и в обыденной речи. Например, во время карикатурного скандала 2005—2006 годов в одном из магазинов Саудовской Аравии было вывешено объявление следующего содержания: «Нашим уважаемым покупателям. По причине осмеяния ими пророка Мухаммеда, да благословит его Аллах и приветствует, рынки ат-Тамими объявляют о своём бойкоте датских продуктов всех родов».

## Аббревиатура
В текстах салават обычно сокращают до с. а. в., с. г. в., САС, САВС или МЕИБ («милость ему и благословение»), хотя многие богословы запрещают сокращать салават. В арабском тексте сокращают до одной буквы «ص» (сад). Аббревиатура салавата используется в исламских странах как в частной, так и официальной переписке, а в некоторых странах — даже в государственных документах.

## Шиитский салават
Шииты считают корректным произношение салавата следующим образом: «Аллахумма салли ‘аля Мухаммед ва али Мухаммед» (араб. اللَّهُمَّ صَلِّ عَلَى مُحَمَّدٍ وَآلِ مُحَمَّدٍ‎), что означает «О Аллах, благослови Мухаммеда и семейство Мухаммеда». Эта фраза идентична начальной части молитвы, которую мусульмане произносят про себя во время последнего ракаата намаза, после ташаххуда («ат-Тахийят»).

## Юникод
В Юникоде для этой фразы выделен специальный символ, U+FDFA ﷺ Arabic Ligature Sallallahou Alayhe Wasallam.
| Юникод            | Юникод | Юникод                         | Юникод             | Юникод                                  | Юникод |
| кодировка в utf-8 | знак   | имя юникода                    | араб.              | рус.                                    |        |
| ----------------- | ------ | ------------------------------ | ------------------ | --------------------------------------- | ------ |
| &#65018;          | ﷺ      | SALLALLAHOU ALAYHE WASSALLAM   | صَلَّى ٱللَّٰهُ عَلَيْهِ وَسَلَّمَ | да благословит его Аллах и приветствует |        |
| &#1553;           | ؑ       | Arabic sign ALAYHE ASSALLAM    | عَلَيْهِ ٱلسَّلَامُ        | Да будет над ним мир                    |        |
| &#1554;           | ؒ       | Arabic sign RAHMATULLAH ALAYHE | رَحْمَةُ ٱللَّٰهِ عَلِيْهِ     | Да будет ему милосердие Аллаха          |        |
| &#1555;           | ؓ       | Arabic sign RADI ALLAHOU ANHU  | رَضِيَ ٱللَّٰهُ عَنْهُ       | Да будет доволен им Аллах               |        |